# Juanma Herzog
Juanma Herzog (Santa Cruz de Tenerife, 13 de mayo de 2004) es un futbolista español que juega como defensa para la U. D. Las Palmas de la Segunda División de España.

## Trayectoria
Fichado desde el cadete del Adeje tinerfeño, se incorporó a la cantera de la Unión Deportiva Las Palmas con 15 años. El 10 de septiembre de 2023 debutó con Las Palmas Atlético contra la U. D. Tamaraceite en un partido que finalizó con un resultado de 2-1, después de hacer la pretemporada con el primer equipo.
El debut oficial con el primer equipo llegó el 31 de octubre de 2023 en Copa del Rey contra el C. D. Manacor. El 13 de enero de 2024 debutó en Primera División contra el Villarreal, donde convirtió un gol y disputó los 90 minutos del encuentro.

## Selección
El 21 de marzo de 2025 debutó con la selección sub-21 de España en un amistoso frente a República Checa. El 4 de mayo entró en la lista de 23 para disputar la Eurocopa Sub-21 de 2025 en Eslovaquia.

## Clubes
Actualizado al último partido jugado el 24 de mayo de 2025.
| Club                | País   | Año       | Partidos | Goles |
| ------------------- | ------ | --------- | -------- | ----- |
| Las Palmas Atlético | España | 2023-2024 | 23       | 0     |
| U. D. Las Palmas    | España | 2023-     | 29       | 3     |